# 本山智啓
本山 智啓（もとやま ともよし）は、日本の地方公務員、技術公務員。東京都水道局多摩水道改革推進本部長、日本ダクタイル鉄管協会理事長、名誉顧問を歴任。

## 経歴
1972年 (昭和47年) 、北海道大学大学院工学研究科（衛生工学専攻）修了、東京都入庁。水道局に配属され、同西部建設事務所長、同東村山浄水管理事務所長。2003年 (平成15年)、同多摩水道改革推進本部長。水道関連調査研究検討会委員。「チーム水道産業・日本」の設立にも関わった。
2009年6月、松澤昭夫の後任として、日本ダクタイル鉄管協会理事長に就任。GX形の普及、耐震化促進、一般社団法人移行後の事業展開を示した。2014年6月、同協会会長。2017年から同協会名誉顧問。

## 著作
- 上水道工学 （第５版）[1]